# رينيه تايلور (كاتبة)
رينيه تايلور (بالإنجليزية: Renee Taylor)‏ هي كاتِبة وكاتبة مسرحية نيوزيلندية، ولدت في 1929 في نيبيار في نيوزيلندا.